# Chiesa del Collegio di Maria Santissima Addolorata
La chiesa del Collegio di Maria Santissima Addolorata o chiesa della Badia è un luogo di culto ubicato in Piazza Duomo (isolato delimitato da corso Italia, via Giacomo Matteotti, via Ecce Homo), a Ragusa superiore.

## Storia

### Epoca borbonica
L'ente "Opera Pia Collegio Maria Santissima Addolorata Felicia Schininà" è una istituzione costituita il 20 dicembre 1795 dalla nobildonna Felicia Schininà dei marchesi di Sant'Elia, con testamento rogato dal Notaio Martino Solarino di Ragusa, riconosciuta con decreto reale in data 2 marzo 1799.
Istituzione educativa destinata alle giovani ragusane di ogni ceto sociale atta a dare una formazione culturale congiuntamente agli insegnamenti cristiani e morali.

## Esterno
L'esterno, in stile neoclassico con contaminazioni barocche, è caratterizzato da coppie di colonne corinzie e dall'adiacente palazzo barocco, sede del convento.

## Interno
Aula con impianto ottagonale irregolare, copertura circolare, vestibolo con arco e cantoria. Pareti scandite da colonne ioniche con capitelli corinzi, altari ricavati in grandi nicchie. Pavimento di marmo in pece con temi geometrici. Gelosie. Sede della Cappella Universitaria di Ragusa.

### Parete destra
- Arcata e nicchia di SE: Altare di San Giuseppe. Mensa marmorea. Nell'arcata della campata è custodito il quadro raffigurante la Morte di San Giuseppe.
  - Cantoria, organo e confessionali.
- Arcata e nicchia di NE: Altare della Circoncisione. Mensa marmorea. Nell'arcata della campata è custodito il quadro raffigurante la Circoncisione di Gesù.

### Parete sinistra
- Arcata e nicchia di SW: Altare di Santa Giuliana Falconieri. Mensa marmorea. Nell'arcata della campata è custodito il quadro raffigurante Santa Giuliana Falconeri, dipinto di Tommaso Pollace. 
  - Pulpito.
- Arcata e nicchia di NW: Altare della Presentazione. Mensa marmorea. Nell'arcata della campata è custodito il quadro raffigurante la Presentazione al Tempio di Gesù Bambino, dipinto di Tommaso Pollace.

### Altare maggiore
Ambiente sormontato da cupolino e recintato da cancellata in ferro battuto. Sulla sopraelevazione dell'altare versus absidem è collocato il dipinto raffigurante la Pietà, opera di Tommaso Pollace del 1802. L'olio su tela ritrae la scena con Maria Santissima Addolorata, Maria Maddalena, San Giovanni Evangelista, Nicodemo e Giuseppe d'Arimatea e alcuni angeli che piangono per la morte di Cristo deposto dalla croce.

## Convento
Collegio femminile, strutture in seguito adibite a tribunale. Dopo un lungo periodo di chiusura le tante e grandi stanze furono concesse all'Università di Catania per farne la sezione ragusana della facoltà di Giurisprudenza.